# Cerro Piedra Imán
Cerro Piedra Imán, även kallat Cerro Imán, är ett 325 meter högt berg i sydvästra Achuapa, Nicaragua, 4,5 kilometer sydväst om Los Caraos. Berget är så järnrikt att kompassen luras och visar fel i området.